# Gustav Suits
Pour les articles homonymes, voir Suits (homonymie).
Gustav Suits, né le 30 novembre 1883 à Kurista et mort le 23 mai 1956 à Stockholm en Suède, est considéré comme l'un des plus grands poètes estoniens.

## Biographie
Gustav Suits reçoit une formation littéraire classique au lycée Alexandre de Tartu (et), 
il y étudie le russe, l'allemand et le français. 
Il apprend en outre le finnois qu'il pratique l'été en Finlande.
Passionné par la lecture, Gustav est influencé par Charles Darwin, Karl Marx, Friedrich Nietzsche.
Après un semestre à l'université de Tartu, il poursuit ses études de littérature à Helsinki, où paraît son premier recueil de poèmes.
De 1905 à 1916, il est membre actif du mouvement culturel Jeune-Estonie (Noor-Eesti). 
De 1917 à 1919, Gustav Suits est actif au sein du Parti socialiste révolutionnaire estonien.
En 1921, Gustav Suits est la première personne à enseigner la littérature en Estonien à un niveau d'études supérieures. 
En 1924, il fonde la Société académique de littérature estonienne (et).
En 1941, la maison de Gustav Suits est détruite par un incendie et il y perd des centaines de manuscrits.
De 1943 à 1944, il dirige l'Union des écrivains estoniens (Eesti Kirjanike Liit).
En 1944, il fuit avec environ 70 000 Estoniens l'occupation soviétique de l'Estonie. 
Il vit avec sa famille à Stockholm où il écrira la plupart de ses poèmes et une grande partie de ses articles de recherche.
Gustav Suits meurt en 1956 et il est enterré au Skogskyrkogården.

## Œuvres principales
- Elu tuli (Le feu de la vie) (Poèmes, 1905)
- Sihid ja vaated (Essais, 1906)
- Tuulemaa (Le pays du vent) (Poèmes, 1913)
- Ohvrisuits (Poèmes, 1920)
- Kõik on kokku unenägu (Tout est un songe) (Poèmes, 1922)
- Lapse sünd (Naissanec de l'enfant) (Ballade, 1922)
- Noor-Eesti nõlvakult (Essais, 1931)
- Tuli ja tuul (Le feu et le vent) (Poèmes, 1950)

## Distinctions
- 3e classe de l'ordre de l'Étoile blanche d'Estonie (1979)